# Дімітріс Мітарас
Дімітріс Мітарас (грец. Δημήτρης Μυταράς, 18 червня 1934, Халкіда—16 лютого 2017) — один з найвизначніших грецьких художників 20 століття .

## Біографія
Дімітріс Мітарас народився 1934 року в місті Халкіда на острові Евбея. В період з 1953 по 1957 рік навчався в Афінській школі витончених мистецтв під керівництвом Янніса Мораліса. Пізніше вивчав сценографію у Вищій національній школі декоративних мистецтв (фр. École nationale supérieure des arts décoratifs) у Парижі.
З 1964 по 1972 рік він керував майстернею інтер'єрного декору при Афінському технологічному інституті. З 1975 року викладав у майстерні живопису Афінської школи витончених мистецтв. За роки активної творчості взяв участь у більш ніж 30 міжнародних виставках, в тому числі у Венеціанському бієнале 1972 року.
В добу перебування при владі грецької військової хунти 1967—1974, Дімітріс Мітарас прагнув надати критичні коментарі грецького життя через серію реалістичних робіт під назвою «Фотографічні документи». Пізніше він звернувся до тем класичної античності. Напередодні Олімпіади 2004 року в Афінах Дімітріс Мітарас став одним із основних розробників офіційного постеру Ігор. Від 2008 року член Афінської академії.